# روبرت كامبو
روبرت كامبو هو مستثمر كندي، ولد في 3 أغسطس 1923 في Rayside-Balfour ‏ في كندا، وتوفي في 12 يونيو 2017 في أوتاوا في كندا.